# 16175 Rypatterson
A 16175 Rypatterson (ideiglenes jelöléssel 2000 AL118) a Naprendszer kisbolygóövében található aszteroida. A LINEAR projekt keretében fedezték fel 2000. január 5-én.